# バホフォンド
バホフォンド(Bajofondo)は、グスターボ・サンタオラヤを中心とする音楽グループ。アルゼンチン人ミュージシャンとウルグアイ人ミュージシャンの混成グループである。アルゼンチン・タンゴにロックやエレクトロニカの要素を加えて再構築したサウンドを特徴としている。テクノ、ハウス、ドラムンベースなどのビートに、バンドネオンやヴァイオリンなどの生楽器を加えたライブに定評がある。タンゴ・エレクトロニカブームの牽引役となった。

## 経歴
中心人物のグスターボ・サンタオラヤは1960年代末からバンド「アルコ・イリス」で活動し、その後アメリカ・マイアミでラテンポップスのプロデューサーとして活動した。2000年の映画『アモーレス・ペロス』で映画音楽に進出し、2003年の映画『21グラム』、2003年の映画『モーターサイクル・ダイアリーズ』などでも映画音楽を手掛けた。2005年の映画『ブロークバック・マウンテン』と2006年の映画『バベル』では、2006年と2007年の2年連続でアカデミー作曲賞を受賞している。
サンタオラヤは2002年にバホフォンドを結成し、ファーストアルバムBajofondo Tango Clubで大成功を収める。2007年のセカンドアルバムMar Dulceにはエルヴィス・コステロ、ネリー・ファータド、小松亮太などのゲストを迎えた。2008年10月に小松亮太を携えて来日し、ビルボードライブ東京と品川ステラボールで2公演を行った。2013年にはサードアルバムPresenteを発表。1作目から続けている網タイツのエロティックなジャケットが話題をさらっている。

## ディスコグラフィー
- 2002 Bajofondo Tango Club
- 2007 Mar Dulce
- 2013 Presente プレセンテ（ソニー・ミュージックが日本版発売）

## 参考
- 『Latina』ラティーナ社 2008年10月号
- バホフォンドの新作『プレセンテ』は、アルゼンチン・タンゴの最新型栗本斉